# Шварц, Франц Венцель

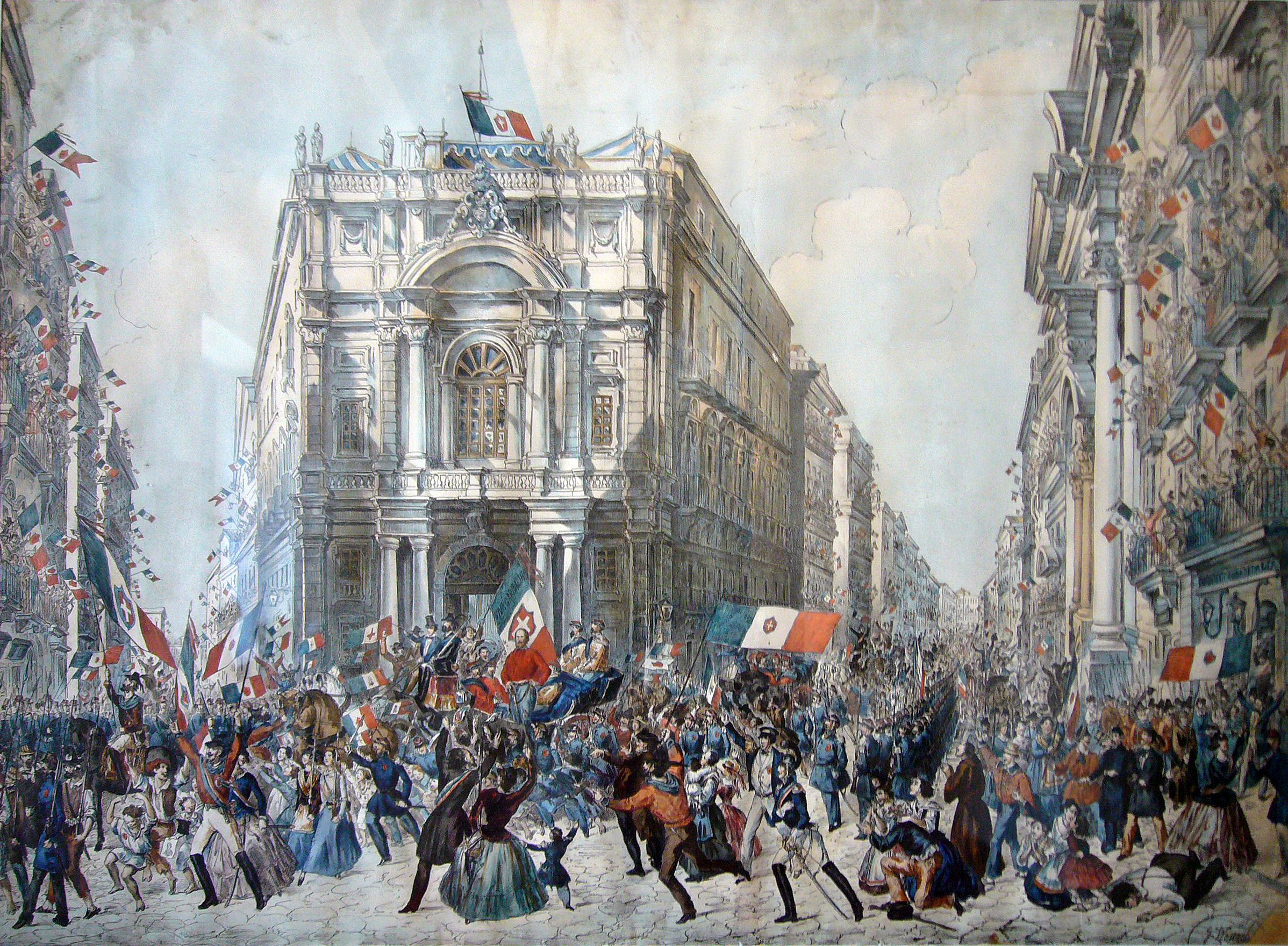
Вступление Гарибальди в Неаполь 7 сентября 1860. Неаполь. Городской музей ди Кастель Нуово

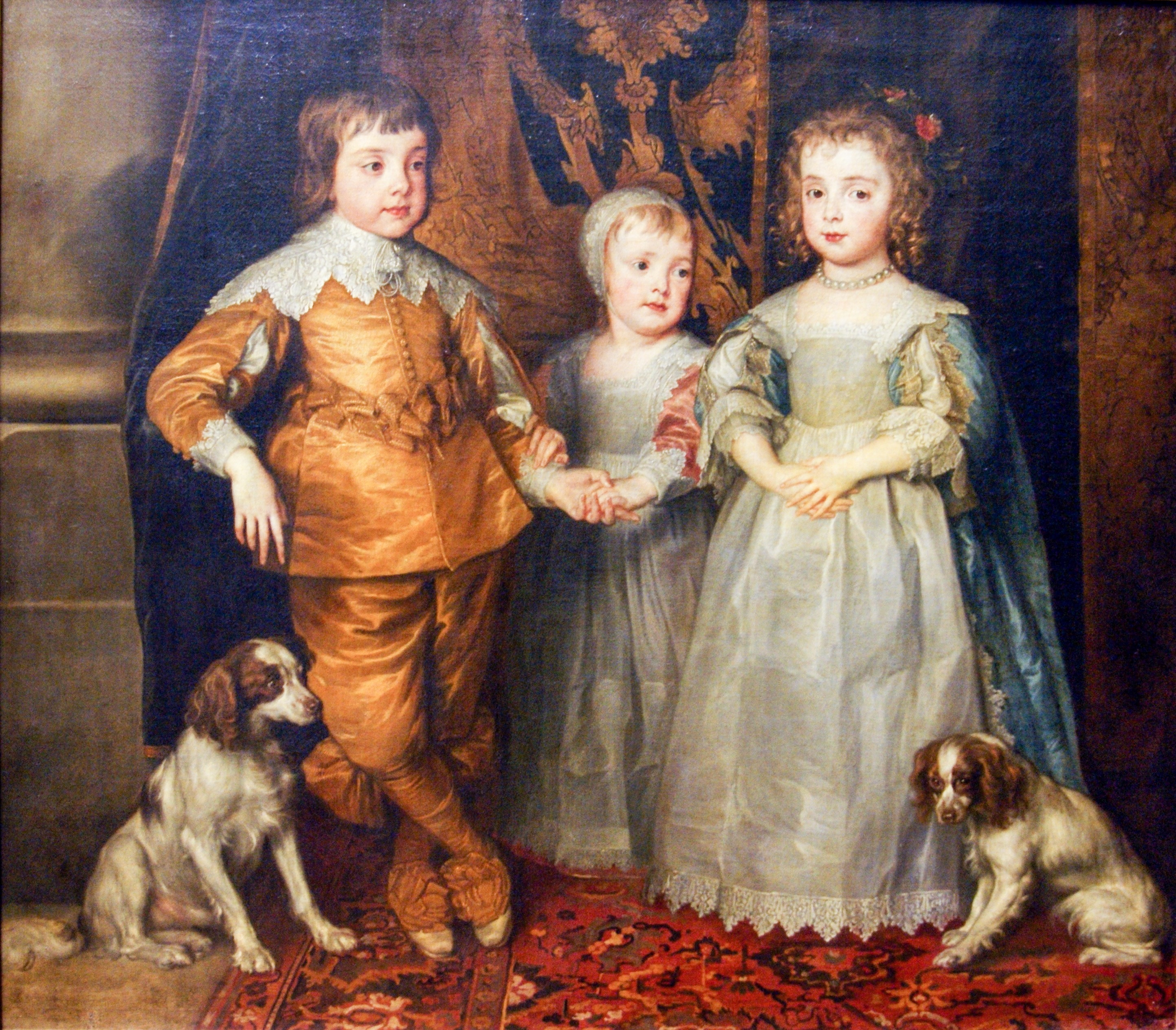
Дети короля Карла I

Франц Венцель Шварц (нем. Franz Wenzel Schwarz, 24 октября 1842, Градек-над-Нисоу Богемия (ныне Район Либерец, Либерецкого края Чехии) — 31 мая 1919, Дрезден) — немецкий живописец.

## Биография
Сын садовника. Родители желали, чтобы сын стал священником, однако он избрал профессию художника.
В 1856-1867 гг. обучался в Академии изобразительных искусств в Дрездене. В 1863 году получил большую серебряную медаль Академии.
После окончания академии поселился в Вене, где жил и творил в 1867-1875 (с перерывами на 1872-1873 гг, когда он работал в Антверпене в студии художника Жозефа ван Лериуса.
В 1873 году учился у профессора венской Академии художеств Ансельма Фейербаха.
После этого Ф. В. Шварц самостоятельно работал в Мюнхене, Брюсселе, Брюгге, с 1876 года — в Дрездене.
В 1886 и 1893 году путешествовал по Италии, Северной Африке и Испании, в 1895 году совершил поездку в Далмацию.
Известен своими картинами на историческую тему ("Певцы", "Франческа да Римини"), а также витражами и росписями по стеклу для церквей на сакральные темы.
В последние годы жизни писал портреты для американских общественных организаций.
С 1869 года был членом Общества художников Вены.